# Ideação suicida
Ideação suicida, também conhecido como pensamentos suicidas, é pensar sobre, considerar ou planejar suicídio. O leque de ideações suicidas variam de pensamentos passageiros, pensamentos extensos, a um planejamento detalhado.
A maioria das pessoas que tem pensamentos suicidas não realiza tentativas de suicídio, mas os pensamentos suicidas são considerados um fator de risco. Entre 2008 e 2009, estima-se que 8,3 milhões de adultos com 18 anos ou mais nos Estados Unidos, ou 3,7% da população adulta dos EUA, relataram ter pensamentos suicidas no ano anterior. Estima-se que 2,2 milhões nos EUA relataram ter feito planos de suicídio em 2014. Pensamentos suicidas também são comuns entre os adolescentes.
A ideação suicida é geralmente associada a depressão e outros transtornos de humor; no entanto, parece ter associações com muitos outros transtornos mentais, eventos da vida e eventos familiares, os quais podem aumentar o risco de ideação suicida. Por exemplo, muitas pessoas com transtorno de personalidade borderline exibem comportamentos e pensamentos suicidas recorrentes. Um estudo descobriu que 73% dos pacientes com transtorno de personalidade borderline tentaram suicídio, com o paciente médio tendo 3,4 tentativas. Atualmente, existem várias opções de tratamento para aqueles que sofrem de ideações suicidas.

## Sinais e sintomas
A Ideação suicida tem uma definição direta — pensamentos suicidas — mas existem outros sinais e sintomas relacionados. Alguns sintomas ou condições comórbidas podem incluir perda de peso não intencional, desamparo, sensação de cansaço excessivo, baixa autoestima, presença consistente de mania, fala excessiva, concentração em objetivos que anteriormente estavam "inativos", sentimento de que a mente está acelerada. O aparecimento de sintomas como esses com a incapacidade de se livrar ou lidar com seus efeitos, uma possível forma de inflexibilidade psicológica, é uma característica possível associada à ideação suicida. Eles também podem causar sofrimento psicológico, que é outro sintoma associado à ideação suicida. A inflexibilidade total é uma característica possível associada à ideação suicida. Sintomas como esses, relacionados à inflexibilidade psicológica, padrões recorrentes ou sofrimento psicológico podem, em alguns casos, levar ao aparecimento de ideação suicida. Outros possíveis sintomas e sinais de alerta incluem:
- Desesperança
- Anedonia
- Insônia ou hipersonia
- Perda ou excesso de apetite
- Depressão
- Ansiedade grave
- Concentração prejudicada
- Agitação psicomotora
- Ataque de pânico
- Solidão

## Fatores de risco
Existem inúmeros indicadores ao tentar identificar a ideação suicida. Há também situações em que o risco da ideação suicida pode ser aumentado. Os fatores de risco para a ideação suicida podem ser divididos em três categorias: transtornos psiquiátricos, eventos da vida e histórico familiar.

### Distúrbios psiquiátricos
Existem vários distúrbios psiquiátricos que parecem estar comórbidos com a ideação suicida ou aumentam consideravelmente o risco de ideação suicida. A lista a seguir inclui os distúrbios que demonstraram ser os preditores mais fortes de ideação suicida. Estes não são os únicos distúrbios que podem aumentar o risco de ideação suicida. Os distúrbios que mais aumentam o risco incluem:
- Transtorno de ansiedade
- Transtornos do espectro autista
- Transtorno depressivo maior[13]:162
- Distimia
- Transtorno bipolar
- Transtorno do déficit de atenção e hiperatividade
- Transtorno de estresse pós-traumático e transtorno de estresse pós-traumático complexo[13]:278
- Transtorno de personalidade
- Psicose (desapego da realidade)
- Paranoia
- Esquizofrenia[13]:104
- Perturbação por uso de substâncias,[14][15] distúrbio por uso de inalantes[13]:538
- Transtorno dismórfico corporal[13]:245
- Transtorno de pesadelo[13]:405
- Disforia de gênero[13]:454
- Desvio de conduta[13]:473
- Transtorno de aprendizagem específico[13]:70

### Eventos da vida
Eventos de vida são fortes preditores de aumento do risco de ideação suicida. Além disso, eventos da vida também podem levar ou ser comórbidos com os distúrbios psiquiátricos listados anteriormente e prever a ideação suicida por tais meios. Os eventos de vida enfrentados por adultos e crianças podem ser diferentes e, por esse motivo, a lista de eventos que aumentam o risco pode variar em adultos e crianças. Os eventos de vida que demonstraram aumentar o risco são:
- Abuso de álcool
  - Estudos têm mostrado que indivíduos que bebem demais, em vez de beber socialmente, tendem a ter maiores taxas de ideação suicida.[17]
  - Certos estudos associam aqueles que sofrem de ideação suicida a um maior consumo de álcool.[9]
  - Alguns estudos não apenas mostram que o consumo excessivo de álcool pode aumentar a ideação suicida, mas há uma relação de feedback positivo, fazendo com que aqueles que têm mais ideação suicida bebam mais bebidas por dia em um ambiente solitário.[17]
- Expressão minoritária de gênero e/ou sexualidade[18]
- Desemprego[9]
- Doença crônica ou dor crônica
- Morte de familiares ou amigos
- Fim de um relacionamento ou rejeição por um interesse romântico
- Grande mudança no padrão de vida (por exemplo, realocação no exterior)
- Outros estudos descobriram que o uso de tabaco está correlacionado com depressão e ideação suicida[19]
- Gravidez não planejada
- Bullying, incluindo cyberbullying[20][21] e bullying no local de trabalho[22]
- Tentativas anteriores de suicídio
  - Ter tido uma tentativa de suicídio anteriormente é um dos indicadores mais fortes de futuras ideações suicidas ou futuras tentativas de suicídio.[17]
- Experiência militar
  - Militares que apresentam sintomas de TEPT, transtorno depressivo maior, transtorno por uso de álcool e transtorno de ansiedade generalizada apresentam níveis mais altos de ideação suicida.[23]
- Violência comunitária[24]
- Alterações indesejadas no peso corporal[25]
  - Mulheres: aumento do IMC aumenta a chance de ideação suicida
  - Homens: diminuição severa do IMC aumenta a chance de ideação suicida
    - Em geral, a população obesa aumentou as chances de ideação suicida em relação aos indivíduos com peso médio
- Exposição e atenção a imagens ou palavras relacionadas ao suicídio[26]

### Histórico familiar
- Pais com histórico de depressão
  - Valenstein et al. estudaram 340 filhos adultos cujos pais tiveram depressão no passado. Eles descobriram que 7% dos filhos tiveram ideação suicidas só naquele mês.
- Abuso[24]
  - Infância: abuso físico, emocional e sexual[27]
  - Adolescência: abuso físico, emocional e sexual
- Violência familiar
- Instabilidade residencial infantil
  - Certos estudos associam aqueles que sofrem de ideação suicida a perturbações familiares.[9]

## Prevenção
A detecção e o tratamento precoce são as melhores maneiras de prevenir a ideação e tentativas de suicídio. Se sinais, sintomas ou fatores de risco forem detectados precocemente, o indivíduo poderá procurar tratamento e ajuda antes de tentar tirar a própria vida. Em um estudo com indivíduos que cometeram suicídio, 91% deles provavelmente sofreram de uma ou mais doenças mentais. No entanto, apenas 35% desses indivíduos foram ou estavam sendo tratados de uma doença mental. Isso enfatiza a importância da detecção precoce; se uma doença mental for detectada, ela poderá ser tratada e controlada para ajudar a prevenir tentativas de suicídio. Outro estudo investigou a ideação estritamente suicida em adolescentes. Este estudo constatou que os sintomas de depressão em adolescentes desde o 9º ano são preditores de ideação suicida. A maioria das pessoas com ideação suicida de longo prazo não procura ajuda profissional.
Os estudos mencionados anteriormente apontam a dificuldade que os profissionais de saúde mental têm em motivar os indivíduos a procurar e continuar o tratamento. As formas de aumentar o número de pessoas que procuram tratamento podem incluir:
- Aumentar a disponibilidade do tratamento terapêutico na fase inicial
- Aumentar o conhecimento do público sobre quando a ajuda psiquiátrica pode ser benéfica para eles
  - Aqueles que têm condições adversas de vida parecem ter tanto risco de suicídio quanto aqueles com doença mental[28]

## Tratamento
O tratamento da ideação suicida pode ser problemático devido ao fato de vários medicamentos estarem na verdade associados a aumentar ou causar a ideação suicida em pacientes. Portanto, vários meios alternativos de tratamento da ideação suicida são frequentemente usados. Os principais tratamentos incluem: terapia, hospitalização, tratamento ambulatorial, medicamentos ou outras modalidades.

### Terapia
Em psicoterapia, as pessoas exploram os problemas que as fazem sentir-se suicidas e aprendem habilidades para ajudar a gerenciar emoções de maneira mais eficaz.

### Hospitalização
A hospitalização permite que o paciente esteja em um ambiente seguro e supervisionado para impedir que a ideação suicida se transforme em tentativas de suicídio. Na maioria dos casos, os indivíduos têm a liberdade de escolher qual tratamento consideram adequado. No entanto, existem várias circunstâncias em que os indivíduos podem ser hospitalizados involuntariamente. Essas circunstâncias são:
1. Se um indivíduo representa perigo para si ou para os outros
2. Se um indivíduo é incapaz de cuidar de si mesmo

A hospitalização também pode ser uma opção de tratamento se um indivíduo:
- Tem acesso a meios letais (por exemplo, uma arma de fogo ou um estoque de comprimidos)
- Não possui apoio social ou pessoas para supervisioná-los
- Tem um plano de suicídio
- Tem sintomas de um distúrbio psiquiátrico (por exemplo, psicose, mania etc.)

### Tratamento ambulatorial
O tratamento ambulatorial permite que os indivíduos permaneçam no local de residência e recebam tratamento quando necessário ou de forma programada. Estar em casa pode melhorar a qualidade de vida de alguns pacientes, porque eles terão acesso a seus pertences pessoais e poderão ir e vir livremente. Antes de dar aos pacientes a liberdade que vem com o tratamento ambulatorial, os médicos avaliam vários fatores do paciente. Esses fatores incluem o nível de apoio social do paciente, controle de impulso e qualidade de julgamento. Depois que o paciente passa na avaliação, geralmente é solicitado que você consente com um "contrato sem danos". Este contrato é formulado pelo médico e pela família do paciente. No contrato, o paciente concorda em não se machucar, em continuar suas visitas ao médico e em contatá-lo em momentos de necessidade. Há um debate sobre se os contratos de "não se machucar" são eficazes. Esses pacientes são então controlados rotineiramente para garantir que estejam mantendo seu contrato e evitando atividades perigosas (beber álcool, dirigir rápido, não usar cinto de segurança, etc.).

### Medicação
Prescrever medicamentos para tratar a ideação suicida pode ser difícil. Uma razão para isso é que muitos medicamentos aumentam os níveis de energia dos pacientes antes de elevar o humor. Isso os coloca em maior risco de prosseguir com a tentativa de suicídio. Além disso, se uma pessoa tem um distúrbio psiquiátrico comórbido, pode ser difícil encontrar um medicamento que atenda tanto ao transtorno psiquiátrico quanto à ideação suicida.
Antidepressivos podem ser eficazes. Freqüentemente, os ISRS são usados em vez dos ATCs, pois estes costumam ter maiores danos em overdose.
Os antidepressivos demonstraram ser um meio muito eficaz de tratar a ideação suicida. Um estudo correlacional comparou as taxas de mortalidade por suicídio com o uso de antidepressivos ISRS em certos países. Os municípios que tiveram maior uso de ISRS tiveram um número significativamente menor de mortes causadas por suicídio. Além disso, um estudo experimental acompanhou pacientes deprimidos por um ano. Durante os primeiros seis meses desse ano, os pacientes foram examinados quanto a comportamento suicida, incluindo ideação suicida. Os pacientes foram prescritos antidepressivos nos seis meses seguintes aos seis primeiros meses de observação. Durante os seis meses de tratamento, os pesquisadores descobriram que a ideação suicida reduziu de 47% para 14% dos pacientes. Assim, parece a partir de pesquisas atuais que os antidepressivos têm um efeito útil na redução da ideação suicida.
Embora a pesquisa seja amplamente a favor do uso de antidepressivos para o tratamento da ideação suicida, em alguns casos se afirma que os antidepressivos são a causa da ideação suicida. No início do uso de antidepressivos, muitos médicos observam que algumas vezes o início repentino de ideação suicida pode acompanhar o tratamento. Isso fez com que a Food and Drug Administration (FDA) emitisse um aviso afirmando que às vezes o uso de antidepressivos pode realmente aumentar os pensamentos de ideação suicida. Estudos médicos descobriram que antidepressivos ajudam a tratar casos de ideação suicida e funcionam especialmente bem com terapia psicológica O lítio reduz o risco de suicídio em pessoas com transtornos do humor. Provas experimentais constatam que a clozapina em pessoas com esquizofrenia reduz o risco de suicídio.

## Terminologia
Outros termos para ideação suicida incluem pensamentos suicidas, impulso suicida, compulsões suicidas, suicidalismo, e suicidalidade. Alguns provérbios usados para descrever a inclinação cognitiva ao suicídio incluem l'appel du vide, fenômeno de lugar alto, e chamado do vazio (Call of the Void). O desejo de pular é chamado de "febre da montanha" no livro de Brian Biggs, Dear Julia. Eufemismos relacionados à contemplação mortal incluem luta interna, morte voluntária, and eating one's gun ("comendo" a arma).